# Partido judicial de León
El partido judicial de León es un Partido Judicial de la provincia de León en Castilla y León (España).
Relación de municipios que pertenecen al partido judicial de León (en orden alfabético):
- Algadefe
- Ardón
- Los Barrios de Luna
- Boñar
- Cabreros del Río
- Campazas
- Campo de Villavidel
- Cármenes
- Carrocera
- Castilfalé
- Chozas de Abajo
- Cimanes de la Vega
- Cimanes del Tejar
- Corbillos de los Oteros
- Cuadros
- Cubillas de los Oteros
- Cubillas de Rueda
- Fresno de la Vega
- Fuentes de Carbajal
- Garrafe de Torío
- Gordoncillo
- Gradefes
- Gusendos de los Oteros
- Izagre
- León
- Mansilla de las Mulas
- Mansilla Mayor
- Matadeón de los Oteros
- Matallana de Torío
- Matanza de los Oteros
- Las Omañas
- Onzonilla
- Pajares de los Oteros
- La Pola de Gordón
- Riello
- Rioseco de Tapia
- La Robla
- San Andrés del Rabanedo
- San Millán de los Caballeros
- Santa Colomba de Curueño
- Santa María de Ordás
- Santas Martas
- Santovenia de la Valdoncina
- Sariegos
- Sena de Luna
- Soto y Amío
- Toral de los Guzmanes
- Valdefresno
- Valdelugueros
- Valdemora
- Valdepiélago
- Valdepolo
- Valderas
- Valdesamario
- Valencia de Don Juan
- Valverde de la Virgen
- Valverde-Enrique
- La Vecilla
- Vega de Infanzones
- Vegacervera
- Vegaquemada
- Vegas del Condado
- Villabraz
- Villadangos del Páramo
- Villademor de la Vega
- Villamañán
- Villamandos
- Villamanín
- Villanueva de las Manzanas
- Villaornate y Castro
- Villaquejida
- Villaquilambre
- Villasabariego
- Villaturiel